# Paremoremo
Paremoremo est une localité très largement rurale, située dans l’Île du Nord de la Nouvelle-Zélande.

## Situation
Elle est localisée à environ 8 km (soit 5 miles) au sud-ouest de la ville d’Albany, sur la bordure nord de la cité d’Auckland,
La localité de Coatesville est à environ 7 km vers le nord, et Riverhead est à environ 8 km vers l’ouest  , .

## Population
La population était de 2 193 habitants selon le  recensement de 2006 en Nouvelle-Zélande), en augmentation de 102 personnes par rapport à 2001 .

## Parcs et réserves
La réserve de « Paremoremo Scenic Reserve » est une série de terrain situés au nord de la zone résidentielle de « Paremoremo ». Il s'agit de la plus grande réserve de « bush » du district du North Shore et qui a donc une signification écologique particulière.
Une série de terrains portant sur 40 ha situés au sud de la prison furent achetés par la municipalité de North Shore City pour  3,1 millions NZ$ en février 2002, pour y développer un « Sanders Park ».
Récemment un petit parcours de mountain bike avec des petites rampes et de hauts coins cambrés, y ont été construits.
Comme à « Sanders Reserve », iI existe 2 petites plages avec une bonne zone pour la natation. Les personnes, qui le désirent, peuvent camper dans l’herbe autour de la plage.

## Histoire
Paremoremo était initialement une petite communauté Maori de la partie supérieure du mouillage de Waitemata Harbour mais le village européen grossit ensuite rapidement à la suite de la construction d’un quai au pied de Attwood Road. Au début du XIXe siècle, elle était connue pour ses fermes, son marché agricole et ses vergers. Les passagers et les cargos pouvaient accéder à la cité par les rampes d’accostages et des petits ferries de cette époque là. Au milieu des années 1960, la ville devint le siège de la prison d'Auckland, la principale prison de haute sécurité de la Nouvelle-Zélande.
Un village de 130 maisons fut construit par le département de la justice de la Nouvelle-Zélande (en) pour abriter les employés de la prison  mais en 1996, 30 des maisons furent vendues après une bataille au niveau de la Employment Court of New Zealand (en) et de la Cour d'Appel (en)  , .

## Éducation
- L’école de Ridgeview School est une école mixte contribuant au primaire, allant de l’année 1 à 6, avec un taux de décile de 10 et un effectif de 93 élèves [10].
- L’école a ouvert en 1923 sous le nom de « Paremoremo School » [11] et changea de nom en « Ridgeview » en 2000[12].